# Bergset
Bergset is een plaats in de Noorse gemeente Rendalen, provincie Innlandet. Bergset telt 256 inwoners (2007) en heeft een oppervlakte van 0,99 km². Het dorp is zetel van het gemeentebestuur.

## Kerk

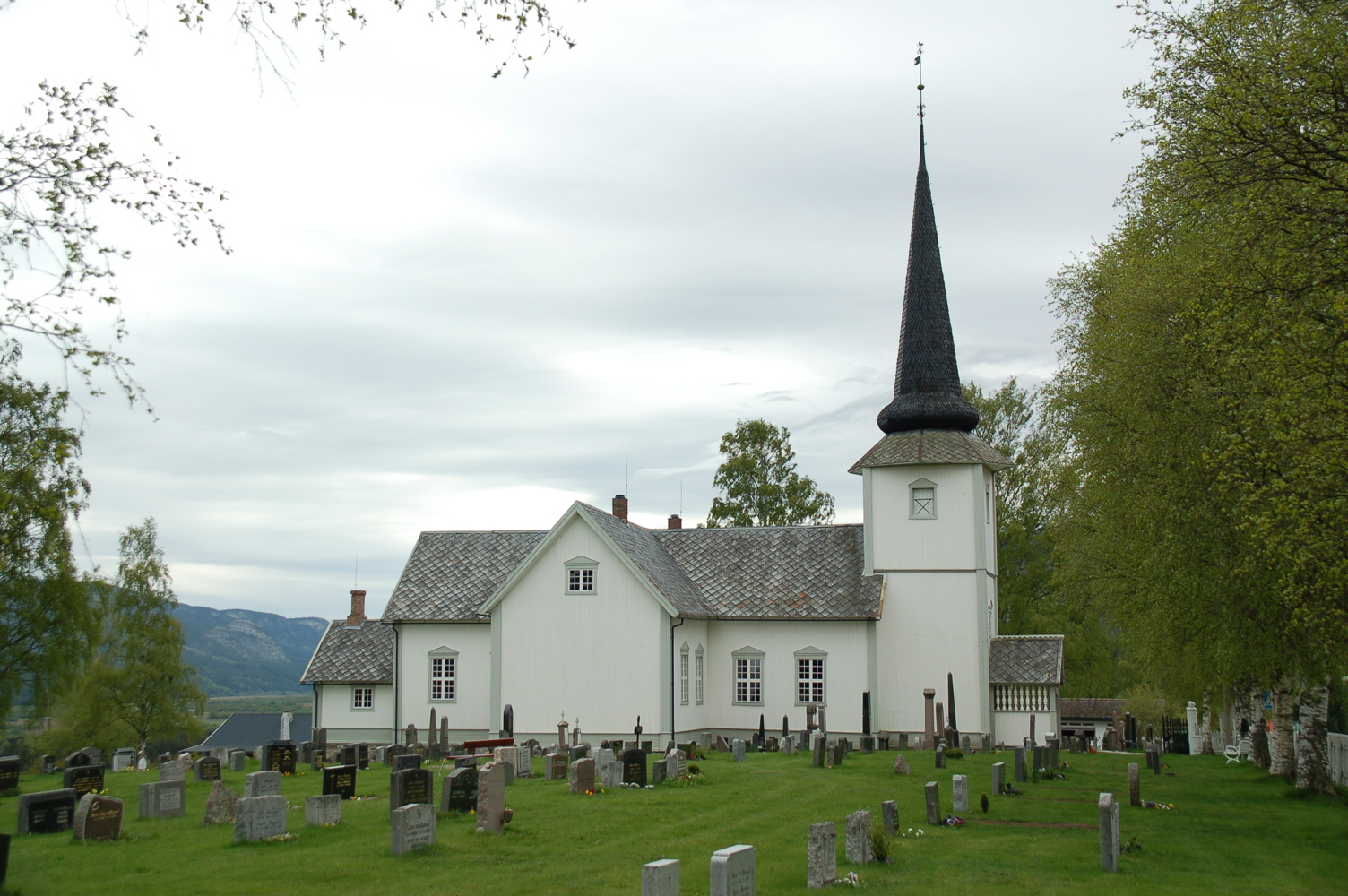

In het dorp staat een kerk uit 1759 die bekendstaat als Øvre Rendal kirke. De huidige gemeente Rendalen was tussen 1880 en 1965 verdeeld in twee gemeenten:Øvre- en Ytre-Rendal. Bergset was ook het hoofddorp van Øvre-Rendal.